# فريتز كارلسون
فريتز كارلسون (بالسويدية: Fritz Carlson)‏ هو رياضياتي سويدي، ولد في 23 يوليو 1888 في فيمربي في السويد، وتوفي في 28 نوفمبر 1952 في ستوكهولم في السويد.